# Vingtaine de la Ville

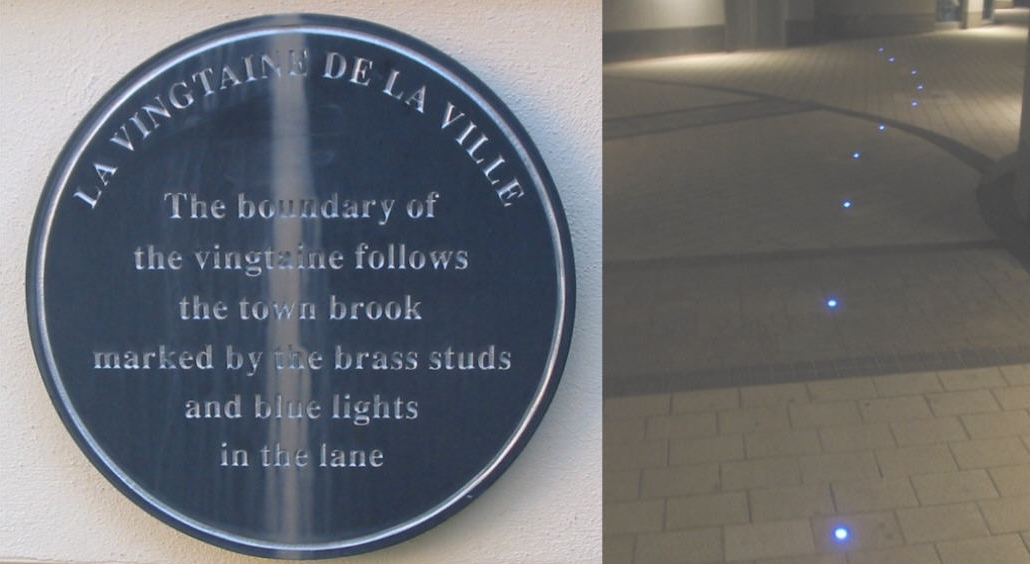
Plaque et illumination indiquant depuis 2005 les limites de la Vingtaine de la Ville dans une zone commerciale et résidentielle de Saint-Hélier. La traduction de l'inscription de la plaque dit : « La limite de la vingtaine suit les ruisseaux de la ville marqués par les clous en laiton et la lumière blues dans la ruelle ».

La Vingtaine de la Ville (La Vîngtaine d'la Ville en jersiais) est l’une des six vingtaines de la paroisse de Saint-Hélier de Jersey dans les îles de la Manche.
Correspondant à peu près au centre-ville historique et aux ports, la Vingtaine de la Ville se divise en deux cantons :
- Le Canton de Bas de la Vingtaine de la Ville
- Le Canton de Haut de la Vingtaine de la Ville

À la différence des autres vingtaines de Jersey, la Vingtaine de la Ville conserve une existence financière autonome grâce à une dotation remontant à l’acquisition, par le gouvernement britannique, du Mont de la Ville en 1804. Une partie de ce plateau rocailleux, autrefois utilisé pour le pâturage et la chasse aux lapins, qui surmonte Saint-Hélier fut nivelée en 1785 pour faire place à un terrain de manœuvre.
Le maréchal Henry Seymour Conway, lieutenant-gouverneur de Jersey à la fin du XVIIIe siècle, fit transporter et relever sur son domaine personnel à Wargrave à côté de la ville de Henley-on-Thames dans le comté de Oxfordshire, un dolmen découvert lors des travaux. Toutes les tentatives en vue du retour à Jersey de ce monument, aujourd’hui classé, ont été, jusqu’à présent, infructueuses.
À l’époque des guerres contre Napoléon, le gouvernement britannique a fortifié la colline et construit le Fort Régent. Les fonds de la dotation, aujourd’hui administrée par deux procureurs élus de la vingtaine, proviennent du montant original de cette vente.
Lorsqu’un grand nombre d’organismes et d’individus de Jersey émettaient leurs propres billets de banque, les paroisses et la Vingtaine de la Ville n’échappaient pas à cette règle. Lorsqu’une législation a tenté, en 1831, de légiférer de telles pratiques, les paroisses et la Vingtaine de la Ville échappèrent à cette normalisation jusqu’à l’obtention progressive, par la paroisse et les États de Jersey, des fonctions administratives et financières accomplies par la vingtaine.
La vingtaine constitue la circonscription du Sud de Saint-Hélier qui est représentée par 4 Députés aux États de Jersey.